# Sviatogorka
Sviatogorka (en rus: Святогорка) és un poble de l'óblast de Kémerovo, a Rússia, que en el cens del 2010 tenia 39 habitants, pertany al districte de Mariïnsk.